# Visegrádi vár

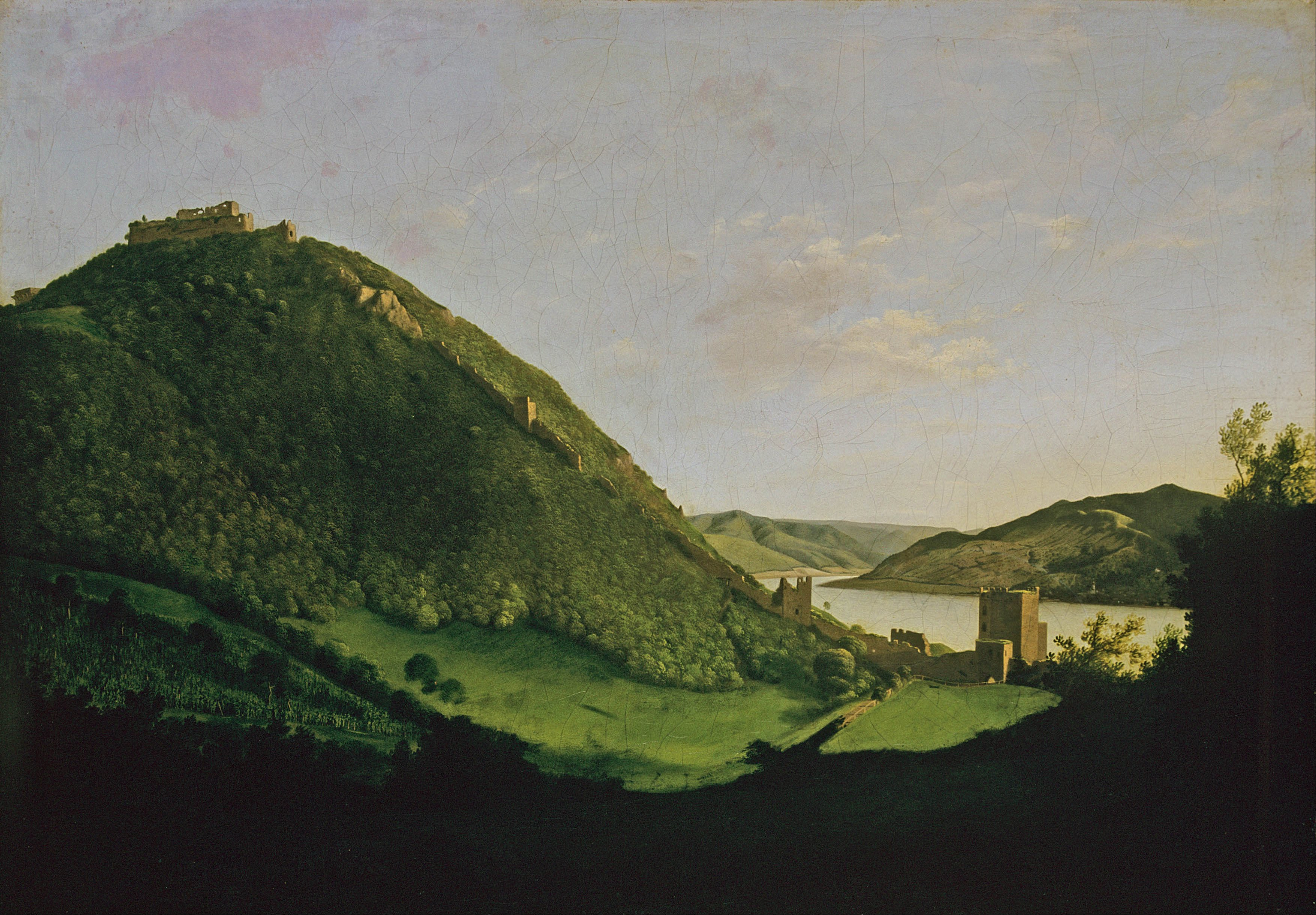
Id. Markó Károly: A visegrádi vár

A visegrádi vár (németül: Burg Plittenburg) a Dunakanyarban, Visegrád városa felett emelkedik. A Visegrádi-hegység 328 méter magas sziklacsúcsától egészen a Duna partjáig húzódik. A középkorban fontos reprezentatív szerepe volt, hiszen a magyar királyok egyik leggazdagabb palotája állt itt, emellett politikai és hadászati jelentősége sem volt elhanyagolható. Utóbbi szerepét egészen a 17. század végéig megőrizte. Két részből áll: az alsóvárból és a fellegvárból, más néven citadellából. Az alsóvár egyes részei közvetlenül a 11-es főút mellett találhatók, a fellegvárhoz a Panoráma úton (11 116-os számú mellékút) vagy gyalogosan, turistaútakon lehet feljutni.

## Története
A történelem folyamán több erődítményt is emeltek az itt lakó népek, hogy ellenőrzésük alatt tarthassák a szoroson átvezető utat. Az 1241–1242-es tatárjárás viharai által romba dőlt ispánsági vár köveiből építtette fel az újabb veszedelem elleni félelmében IV. Béla a hatszög alakú, vastag falú lakótornyot, amit a néphagyomány később Salamon-toronynak nevezett el.
Míg az uralkodó a Duna partján építkezett, addig felesége, Mária királyné a magas sziklacsúcsot erősíttette meg az eladott ékszerei árából befolyt pénzen. A két várrészt kiegészítette a meredek hegyoldalon végigfutó zárófal, amelynek vége egészen a Duna-parti Vízi-várig futott le. A 14. század elejének belháborús időszakában Csák Máté fegyveresei szállták meg, tőlük az országot egyesítő Anjou Károly király ostrommal vette vissza.
A következő időszakban az uralkodó megépíttette a kényelmesebb lakhatást biztosító Duna folyó melletti Palotát, így a zordon kővárban csak a helyőrség állomásozott. Luxemburgi Zsigmond uralkodása idején a felsővárbeli ötszögletű öregtoronyban őrizték a koronát, de 1440-ben Erzsébet özvegy királyné utasítására mégis sikerült ellopnia Kottaner Ilona udvarhölgynek.
A 16. században Buda elfoglalása után rövidesen már a török seregek kerülgették Visegrádot is, első ostroma 1544-ben történt, amikor súlyos sérülések érték a Salamon-tornyot. A következő másfél évszázadban többször cserélt gazdát az egyre romosabbá váló épületegyüttes. Végső pusztulását az 1685-ös, törökök elleni ostromban szenvedte el, de az ellenséges csapatok rövidesen kivonultak belőle a sokkal fontosabb hadászati jelentőségű Buda várának védelmére.
A következő évszázadokban a természeti erők és a kövek széthordása következtében a megmaradt romok is gyors ütemben pusztultak. Az egykori királyi Palota megmaradt romjait a 18. században lebontották, később a helyszíne is feledésbe merült. Bár korábban is végeztek feltárásokat, de csak az 1960-as évektől indult meg korszerű műemlékvédelmi helyreállítása a magyar történelem fontos színteréül szolgáló visegrádi várnak, melynek munkálatai még sok generációnak adnak feladatot.
A várat 2017-től kezdődően a Nemzeti Várprogram keretében felújították.

## Kiállítások
A fellegvárban több kiállítás is látogatható, amelyek az egész várhoz hasonlóan a Pilisi Parkerdő Zrt. gondozásában vannak. Megtekinthető a vár történetét bemutató kiállítás, a vár maketten rekonstruált erődrendszere, a Szent Korona másolata és itteni őrzésének története, egy panoptikum, valamint vadászati-halászati-gazdálkodási kiállítás.

## Képgaléria

### A várról

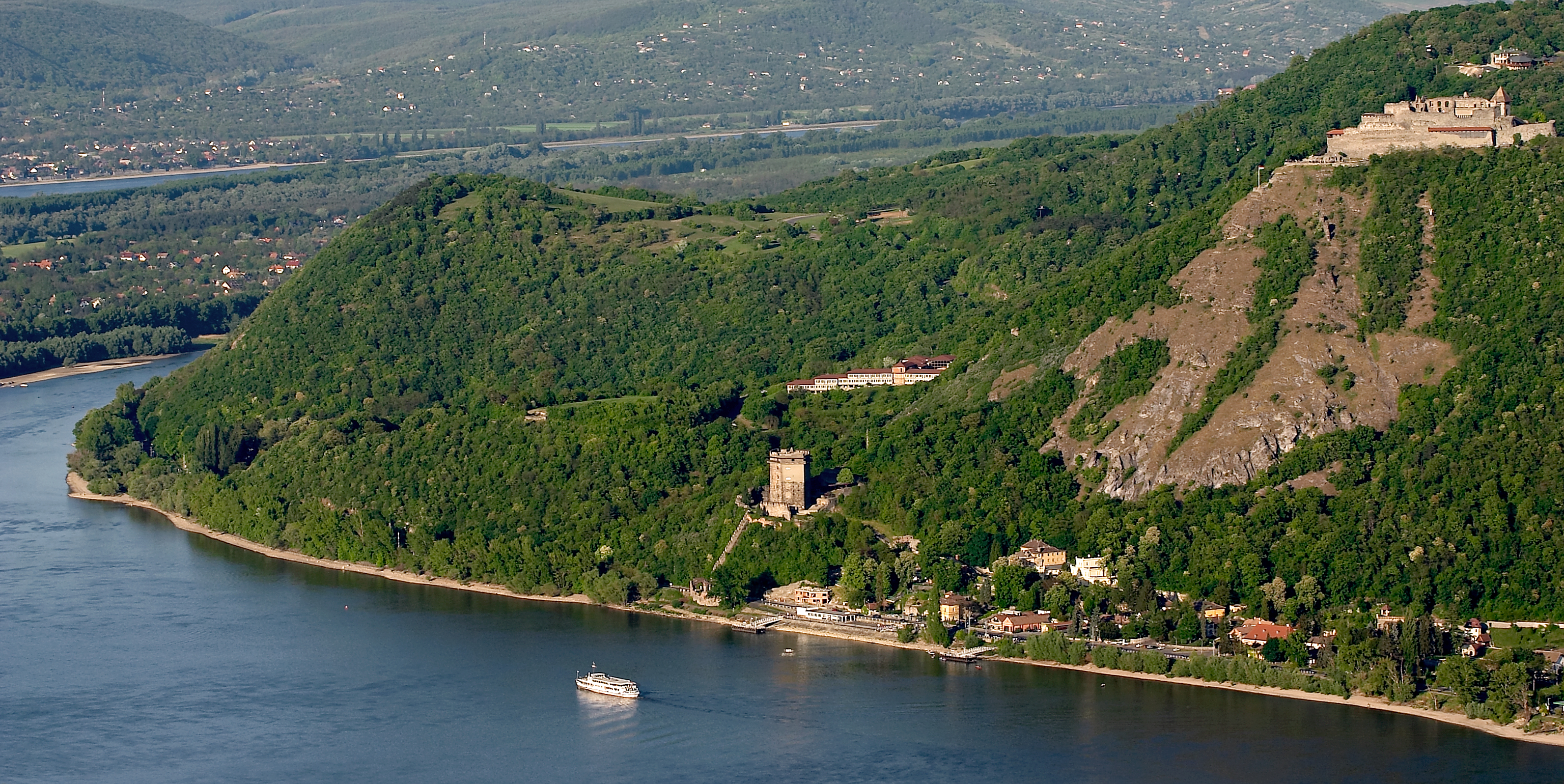
A visegrádi Salamon-torony és a Fellegvár a nagymarosi Julianus kilátóból
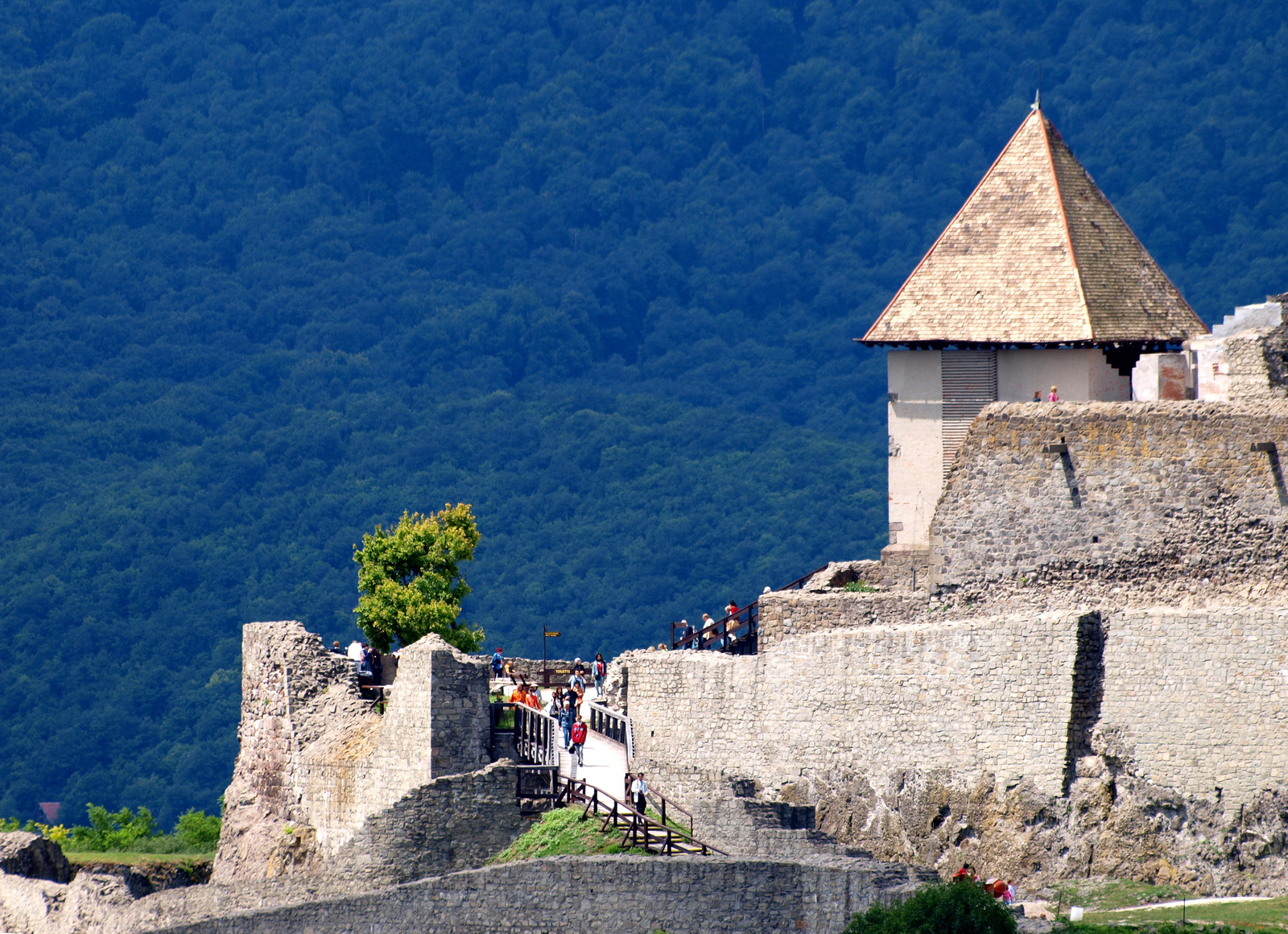
A Fellegvár
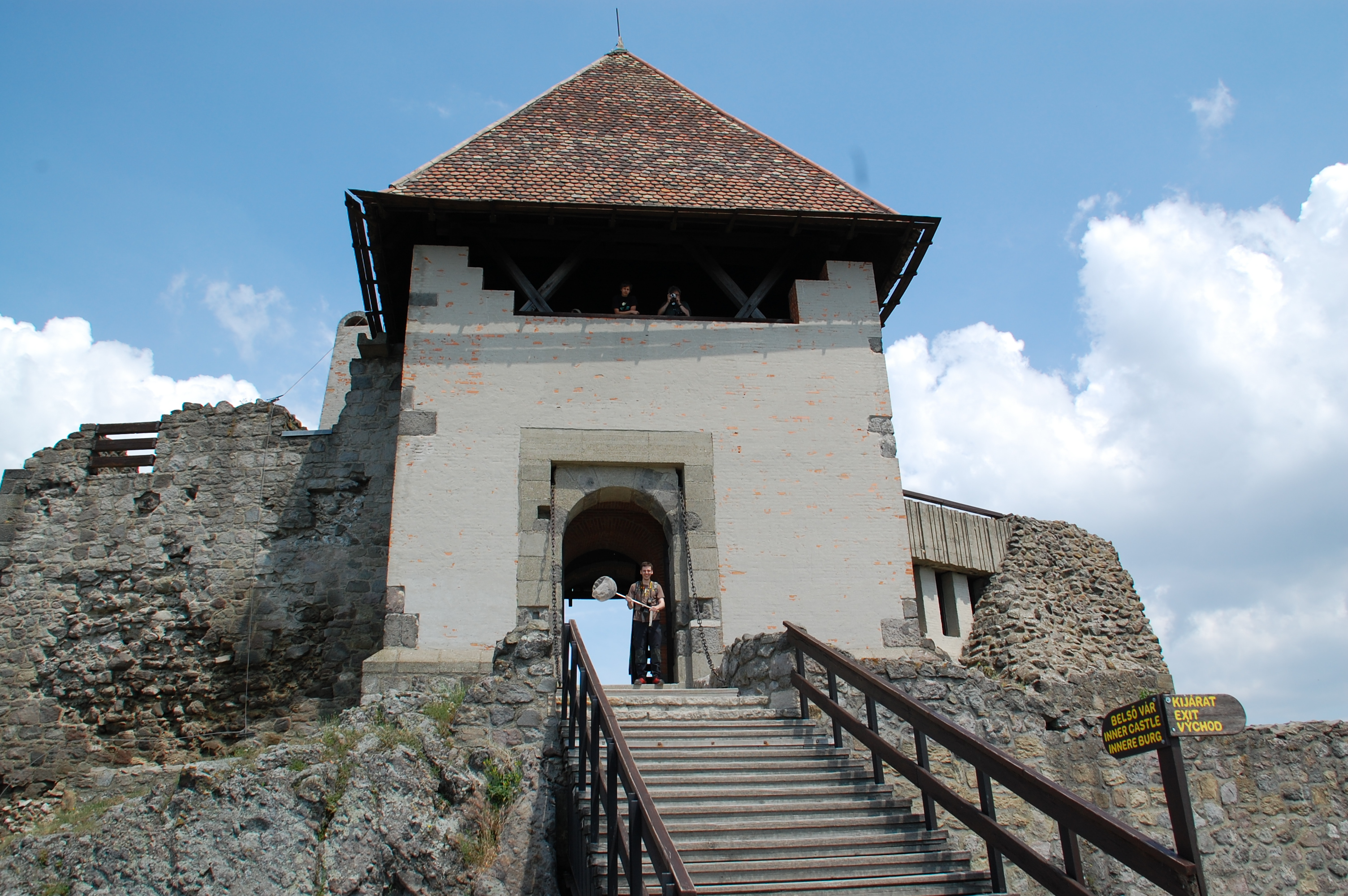
Vártorony
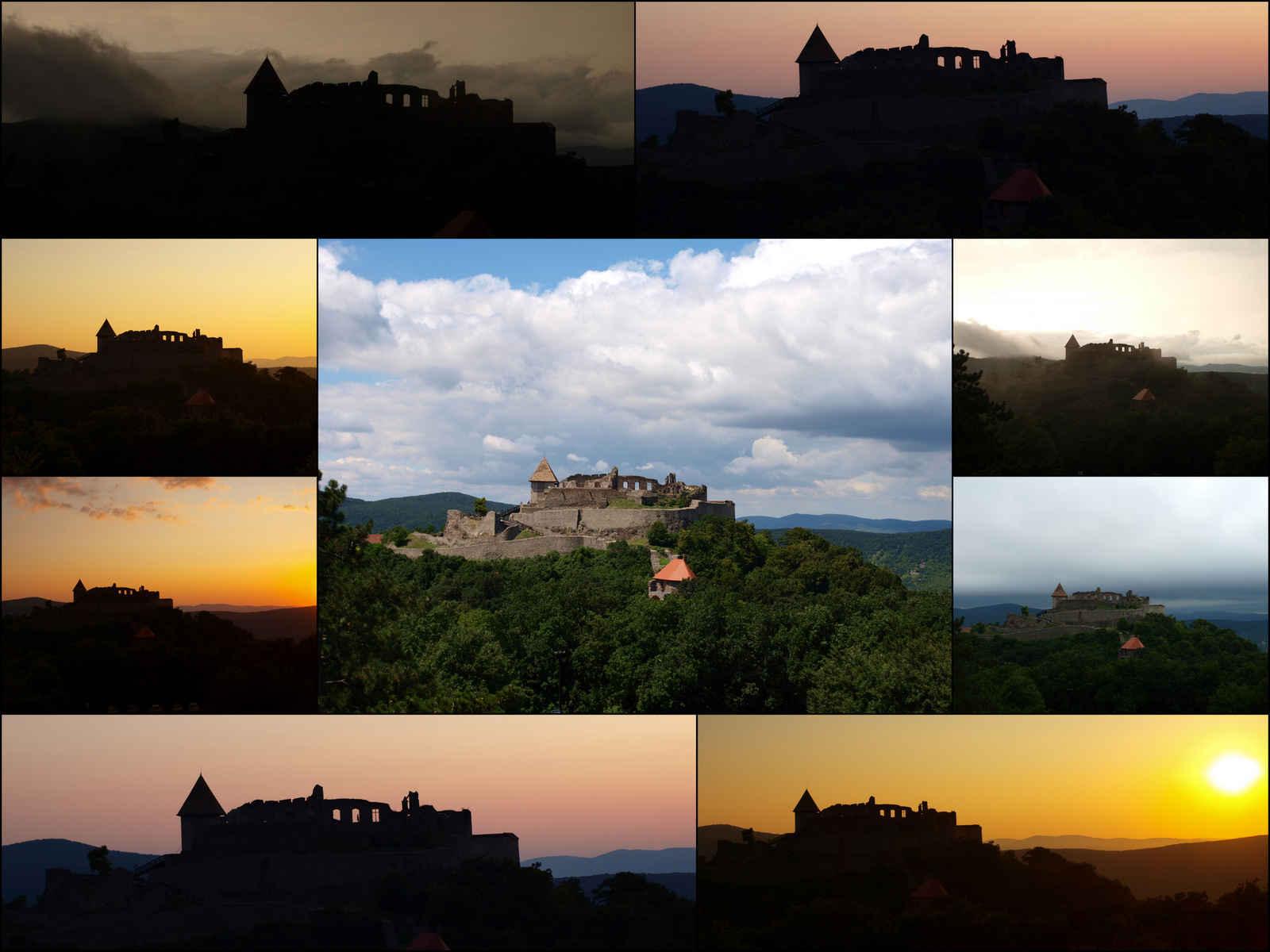
Impressziók
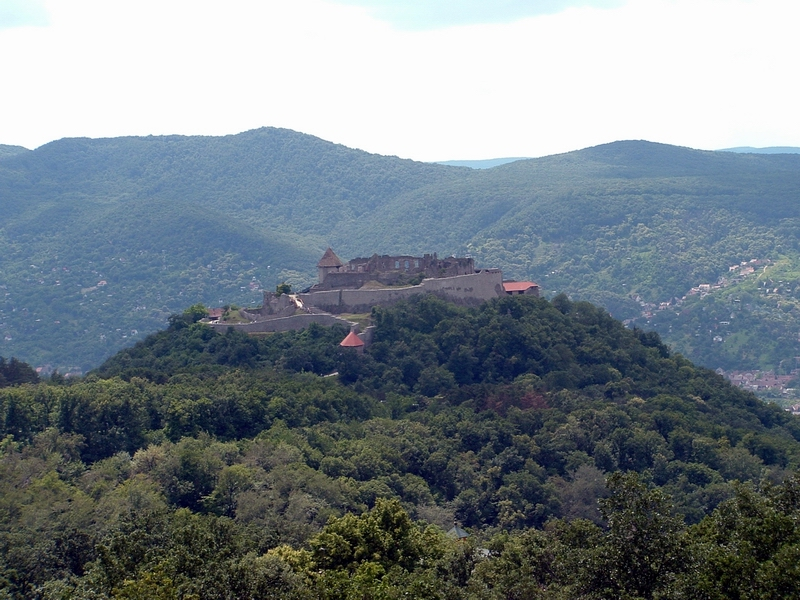
Madártávlatból (2010)
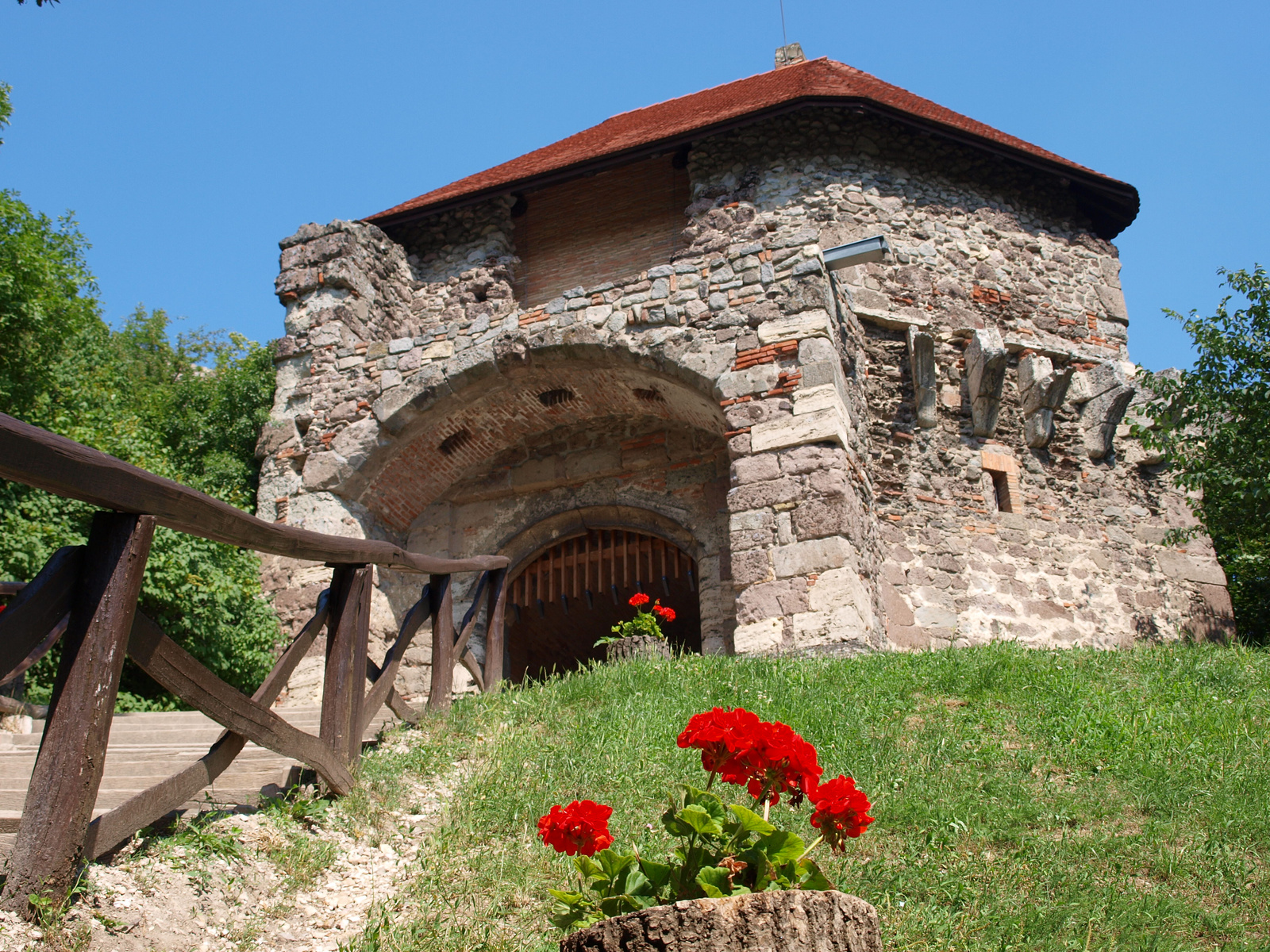
Bejárat a Fellegvárba (2009)

### A kiállításról

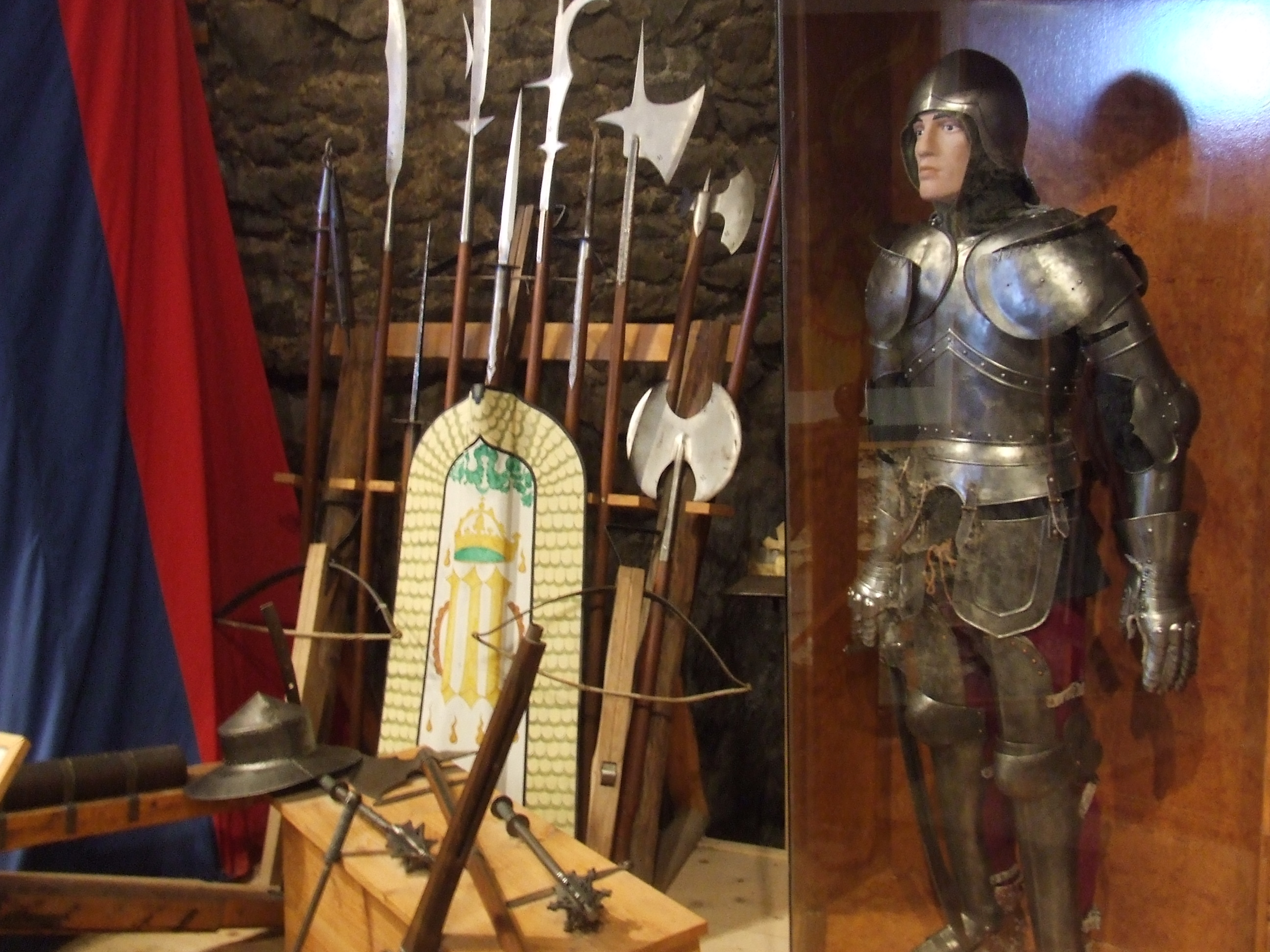
Középkori fegyverek bemutatója
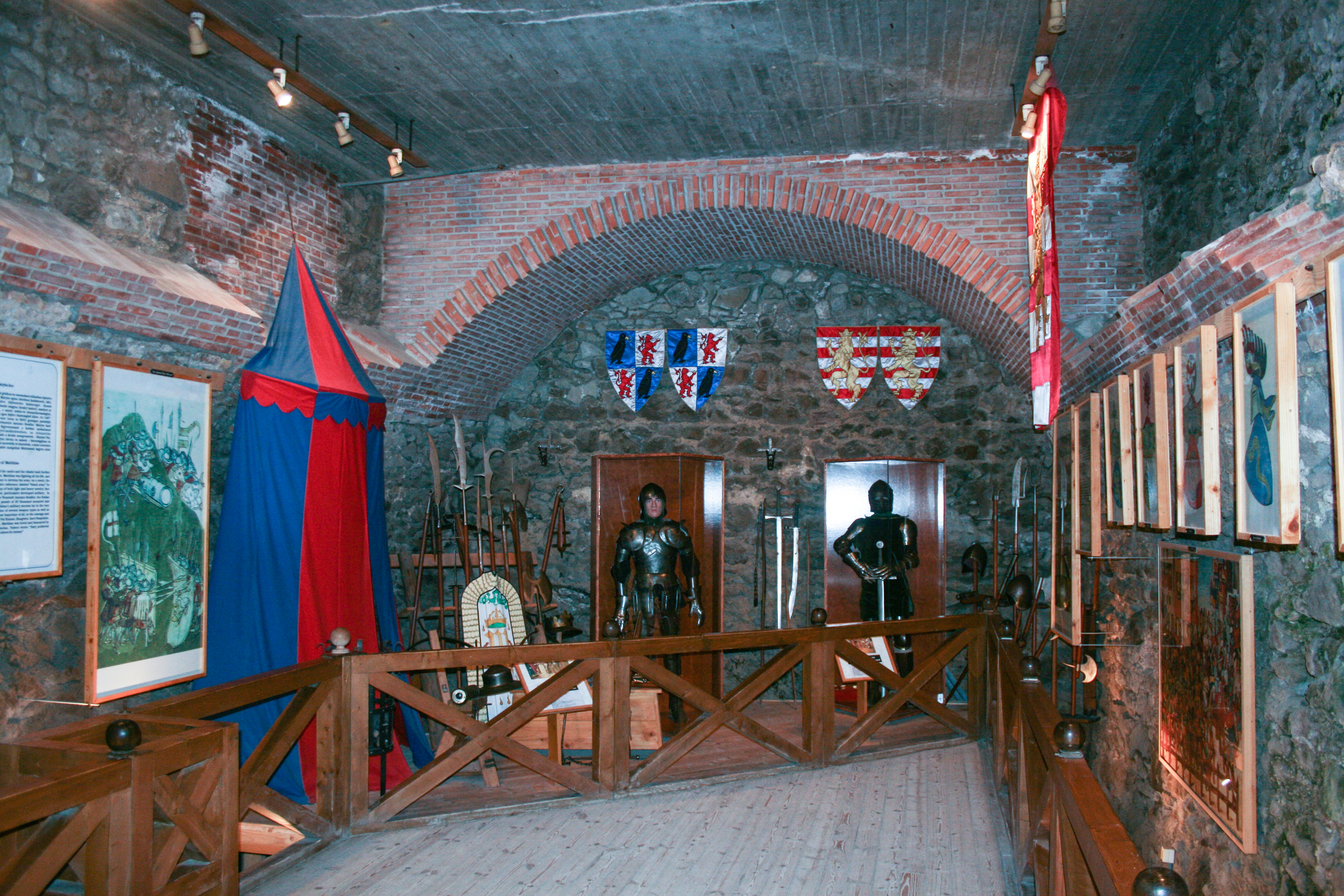
A fellegvár kiállításának bejárata
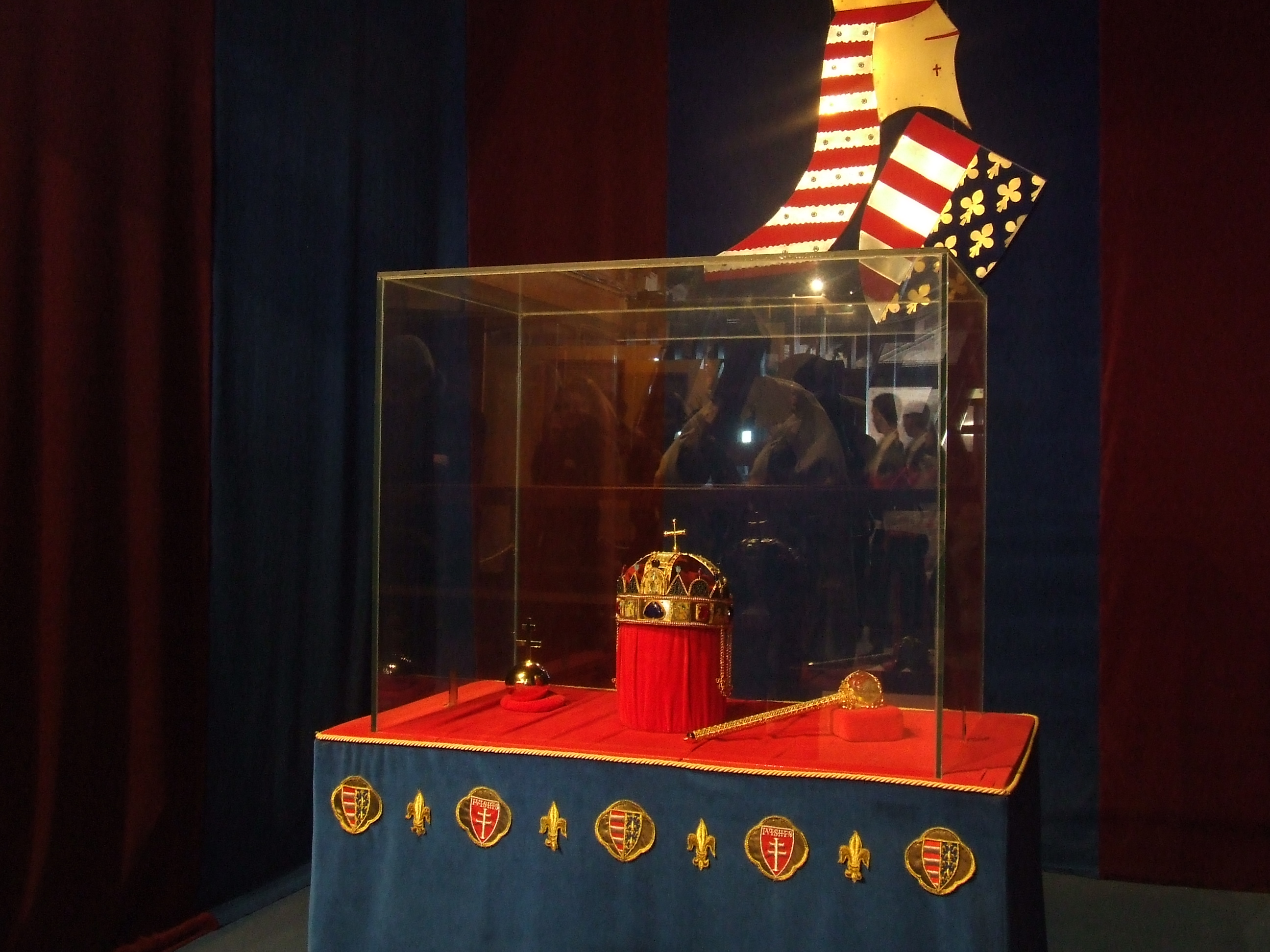
A Szent Korona másolata Visegrádon
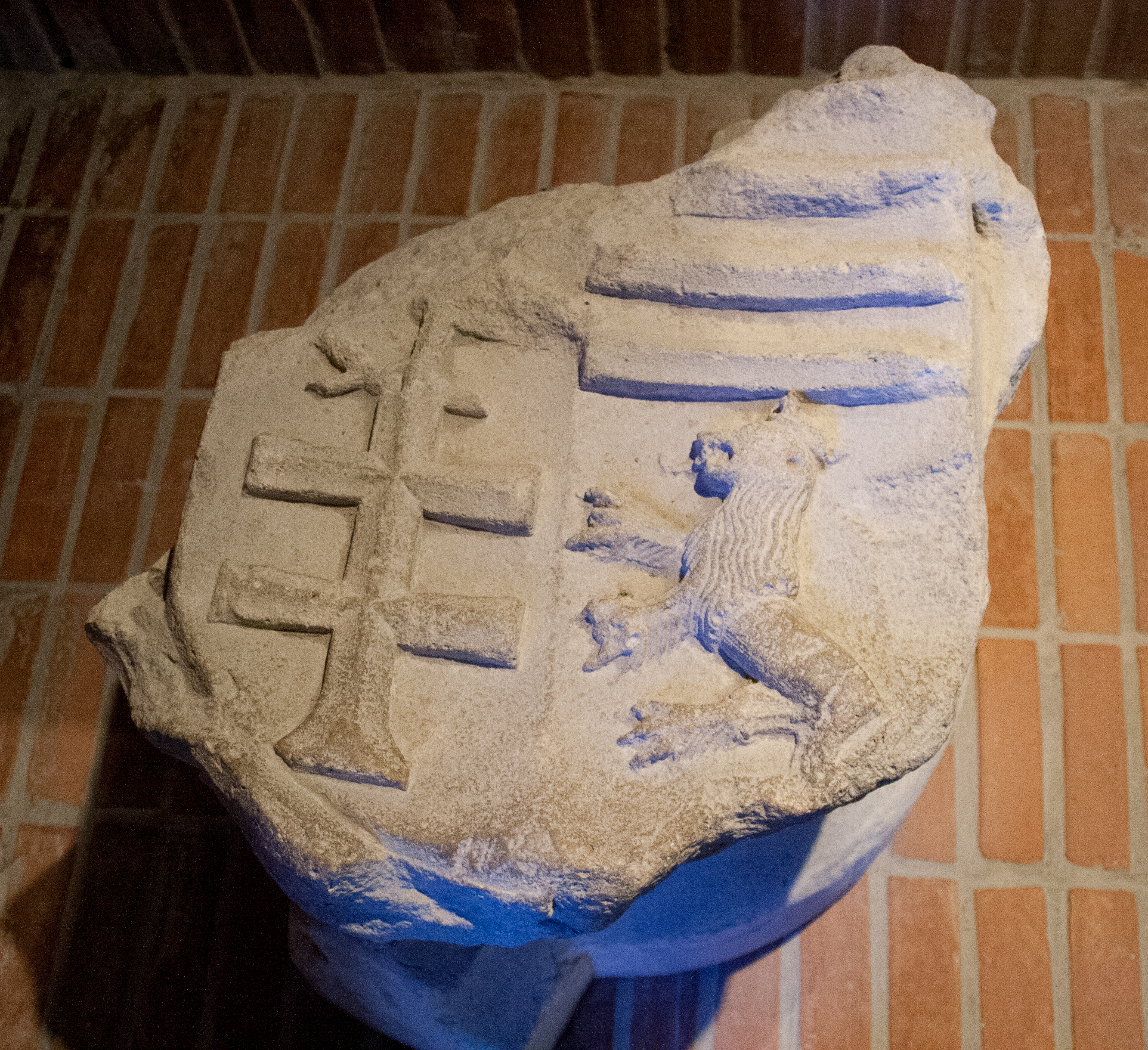
Mátyás király címere egy boltív zárókövén
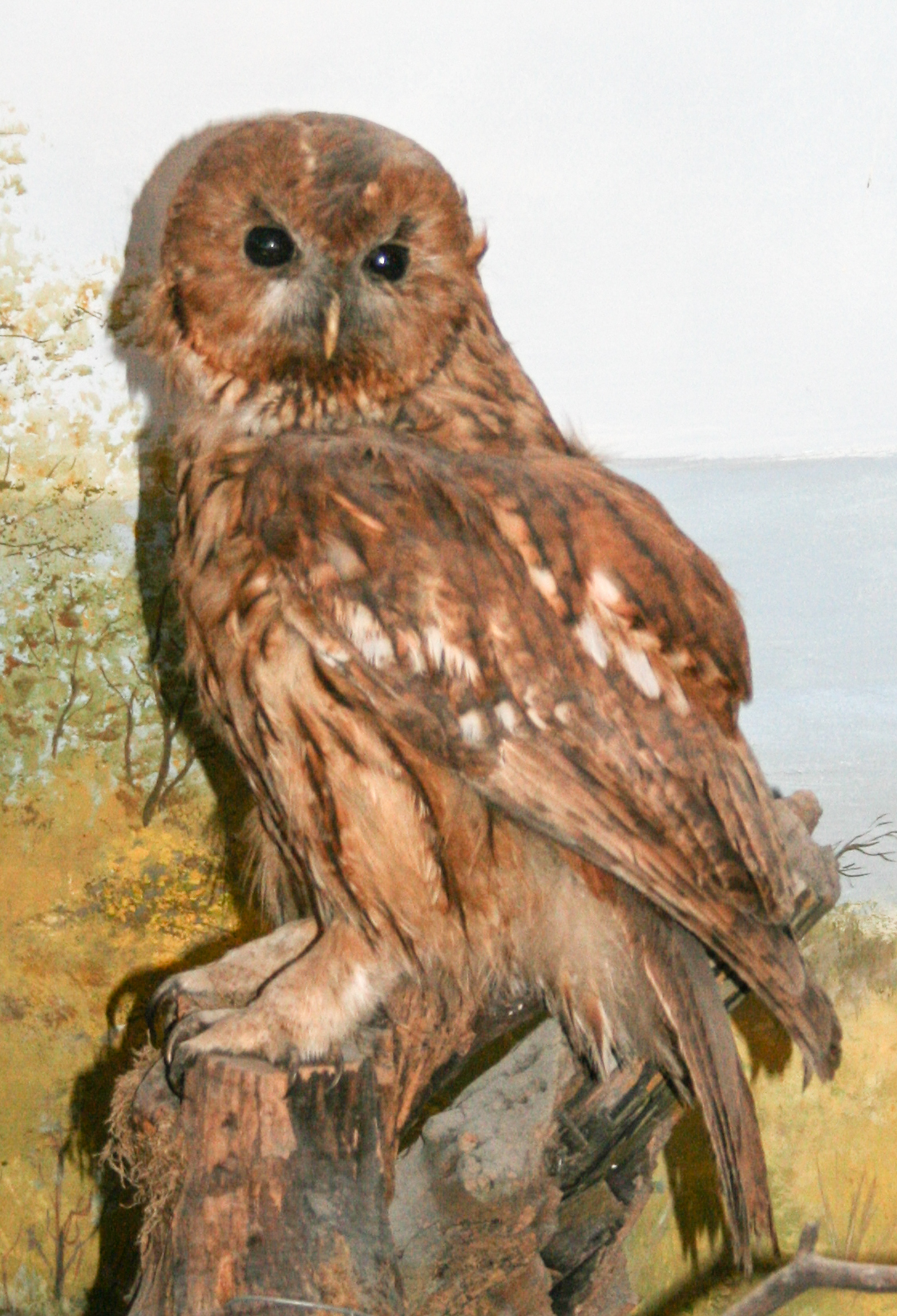
Macskabagoly a fellegvár kiállításán

## A vár az irodalomban
- A visegrádi vár a fő helyszíne Bogáti Péter Halló, itt Mátyás király című regényének.